# Oospila nigripunctata
Oospila nigripunctata là một loài bướm đêm trong họ Geometridae.